# Cornelius Schuute
Cornelius Schuute (Zeeland of Amsterdam, ca. 1520 - Brugge, 1580) was een arts-chirurgijn en samensteller van almanakken met voorspellingen uit de Nederlanden.

## Levensloop
De geboorteplaats van Schuute is onzeker. Sommige auteurs vermeldden in Zeeland. Anderzijds voerde Schuute een wapen met drie Sint-Andrieskruisen, wat eerder naar Amsterdam verwees. Het is waarschijnlijk, maar toch niet helemaal zeker, dat hij in 1541 in Leuven zijn diploma behaalde van doctor in de geneeskunde. Vanaf 1542 woonde hij in Brugge. Hij werd tot geneesheer-pensionaris benoemd door het Brugse stadsbestuur. Hij overleed in 1580 aan de pest, tijdens de periode van de Calvinistische Republiek.
Schuute was getrouwd en had een dochter, Jacqueline en waarschijnlijk een zoon, Willem. Hij woonde in de Brugse Wulfhagestraat. Zijn uiterlijk is goed bekend door het portret van hem, dat in veel van zijn publicaties werd opgenomen, samen met zijn wapenschild.

## Prognosticaties
Vanaf 1535 gaf Schuute regelmatig een almanak met voorspellingen of 'pronosticaties' uit. Hij vertrouwde dit niet aan een Brugse drukker toe, maar ging hiervoor scheep met een drukker in Antwerpen.
In de zestiende eeuw kenden almanakken met voorspellingen een bloeiperiode. De aandacht van het lezend publiek werd opgewekt door een gevarieerde inhoud: weersvoorspellingen, voorspellingen over ziekten epidemieën, allerhande actualiteiten. De auteurs van de eerste almanakken waren vaak artsen-chirurgijnen, die tijdens hun medische studies ook kennis hadden gemaakt met astronomie en astrologie. Ze hadden onder meer geleerd dat de stand van de hemellichamen invloed uitoefende op de gezondheid.
Cornelius Schuute gaf al sinds minstens 1535 een almanak uit, toen Pieter Bruhesius in 1542 de zijne in druk gaf. Schuute spande onmiddellijk een proces tegen hem aan bij de Brugse schepenbank. Hij beweerde dat Bruhesius zich ten onrechte voor arts uitgaf (achteraf bleek dat Schuute hierin ongelijk had), dat zijn almanak vol fouten stond en derhalve gevaarlijk was voor de volksgezondheid. Hij eiste dan ook dat die almanak uit de handel zou worden genomen. De schepenen die hierover moesten oordelen, vonden Schuute niet erg overtuigend en vroegen hem zijn beweringen beter te staven. Daarom schreef hij een Disputatio astrologica et medica contra Petrum Breheezium a Rythoven. 
Schuute verloor zijn proces. Veel meer, de stad gaf aan de almanak van Brehesius de stempel van officiële almanak. Chirurgijnen moesten zich voegen naar de opgegeven datums waarop het toegelaten was patiënten te purgeren, te aderlaten, baden te doen nemen, enz. Ook de burgers moesten zich naar de uitgevaardigde regels voegen.
De 'prognosticaties' waren uitgekiend op basis van de astrologie, en om die reden werden ze bestreden door een andere Brugse arts, François Rapaert, die de vermenging van geneeskunde en astrologie aankloeg. Aanvankelijk kreeg hij weinig gehoor, maar tegen het midden van de eeuw werd hij door de meeste wetenschappers bijgetreden.
Schuute gaf zijn almanak uit van toen hij nog student was, van 1535 tot 1561. Er is waarschijnlijk maar een deel van de gepubliceerde almanakken tot ons gekomen. Het blijkt alvast dat hij en zijn drukker een internationaal publiek op het oog hadden, want de almanakken werden zowel in het Nederlands als in het Frans en het Engels geschreven.

## Publicaties

### Almanakken
- Prognosticatie van den jare 1535, Antwerpen, Willem Vorsterman, 1534.
- Praesagium astrologicum anno 1535, Antwerpen, Willem Vorsterman, 1535.
- Prognosticon astrologicon 1536, Antwerpen, Willem Vorsterman, 1535.
- Prognosticatie van den jare 1543, Antwerpen, Willem Vorsterman, 1542.
- A pronostication for the yere 1543, Londen, Richard Lant, 1543.
- Pronostication de l'an  1550, Antwerpen, 1549.
- Almanach ende prognosticatie van den jare 1551, Antwerpen, Wwe Hendrik Peetersen van Middelburg, 1550.
- Pronostication de l'an 1551, Antwerpen, Wwe Hendrik Pertersen van Middelburg, 1550.
- Pronostication de l'an 1553, Antwerpen, Wwe Hendrik Petersen van Middelburg, 1552.
- Pronostication de l'an 1554, Antwerpen, Wwe Hendrik Petersen van Middelburg, 1553.
- Almanach et pronostication  de l'an 1555, Antwerpen, Wwe Hendrik Petersen van Middelburg, 1554.
- Pronostication sur l'an 1555, Antwerpen, Wwe Hendrik Petersen van Middelburg, 1554.
- Pronostication de l'an 1556, Antwerpen, Wwe Hendrik Petersen van Middelburg, 1555.
- Pronostication de l'an 1561, Antwerpen, Wwe Hendrik Petersen van Middelburg, 1561.

### Andere publicaties
- Oratio Cornelii Schutii medici, quam Brugis in phalis publicis habuit, antequam praelegere occiperet, Antwerpen, Wwe Hendrik Petersen van Middelburg, 1546.
- Disputatio astrologica et medica contra Petrum Bruhezium à Riethoven, Antwerpen, Wwe Hendrik Petersen van Middelburg, 1547.